# Phyllosphingia dissimilis
Phyllosphingia là một chi bướm đêm thuộc họ Sphingidae, chỉ có một loài Phyllosphingia dissimilis, được tìm thấy ở tây nam Viễn Đông Nga, miền đông và trung Trung Quốc, Đài Loan, bán đảo Triều Tiên và Nhật Bản. Có ghi nhận từ Luzon. Phụ loài perundulans được tìm thấy ở Nepal, phía đông qua đông bắc Ấn Độ, Myanmar và miền bắc Thái Lan tới tây nam Trung Quốc. Nơi sinh sống gồm rìa rừng và công viên.
Sải cánh dài 93–130 mm. Có một lứa một năm ở miền bắc Trung Quốc, con trưởng thành bay từ tháng 5 đến tháng 7. Về phía nam, có hai thế hệ. Con trưởng thành đã được ghi nhận từ giữa tháng 5 đến giữa tháng 8 ở Triều Tiên.
Ấu trùng đã được ghi nhận ăn loài Carya cathayensis, Juglans mandschurica và Juglans regia ở Trung Quốc, Juglans mandschurica ở Primorskiy Kray và Prunus serrulata var. spontanea ở Triều Tiên.

## Hình ảnh

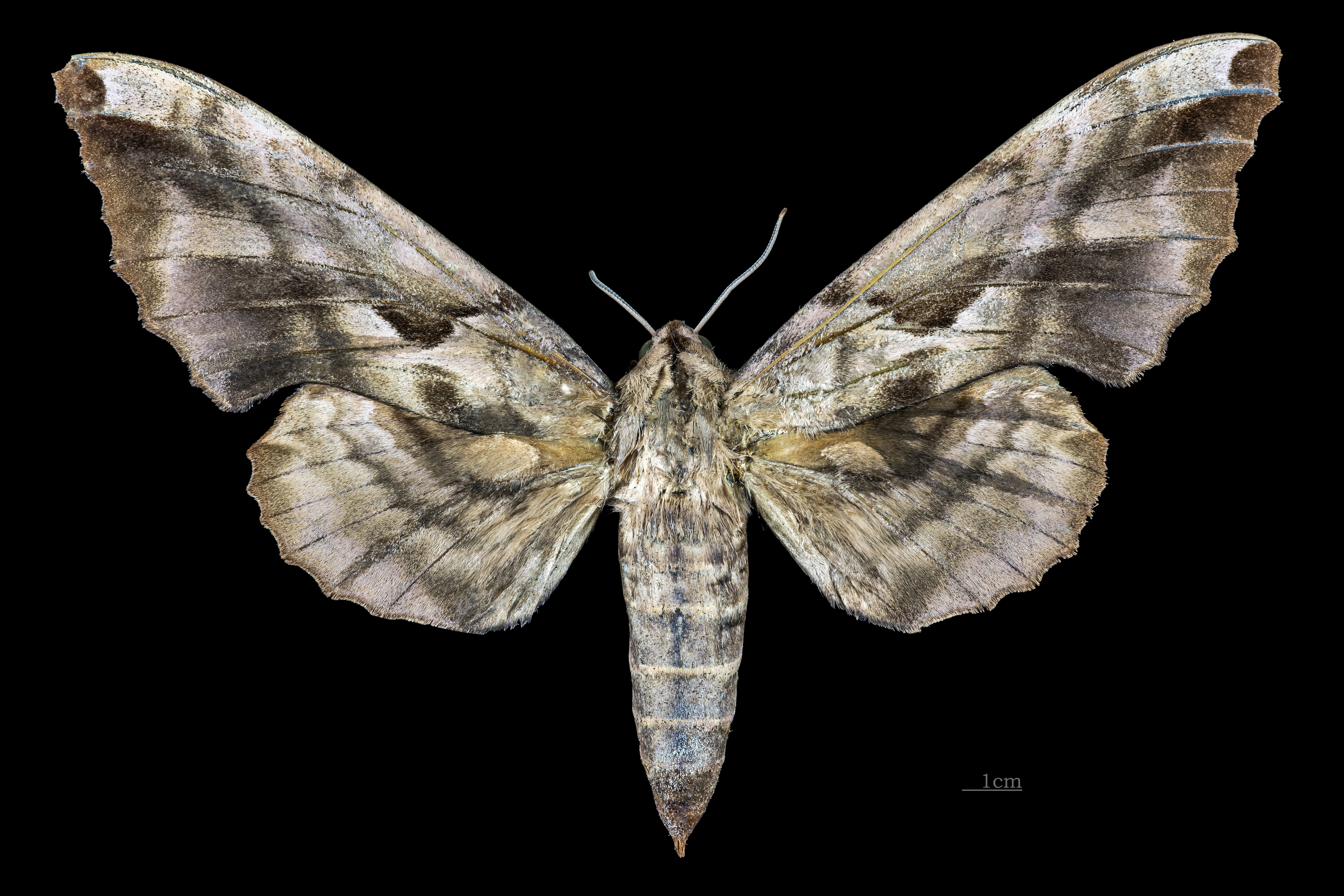
P. d. dissimilis ♀
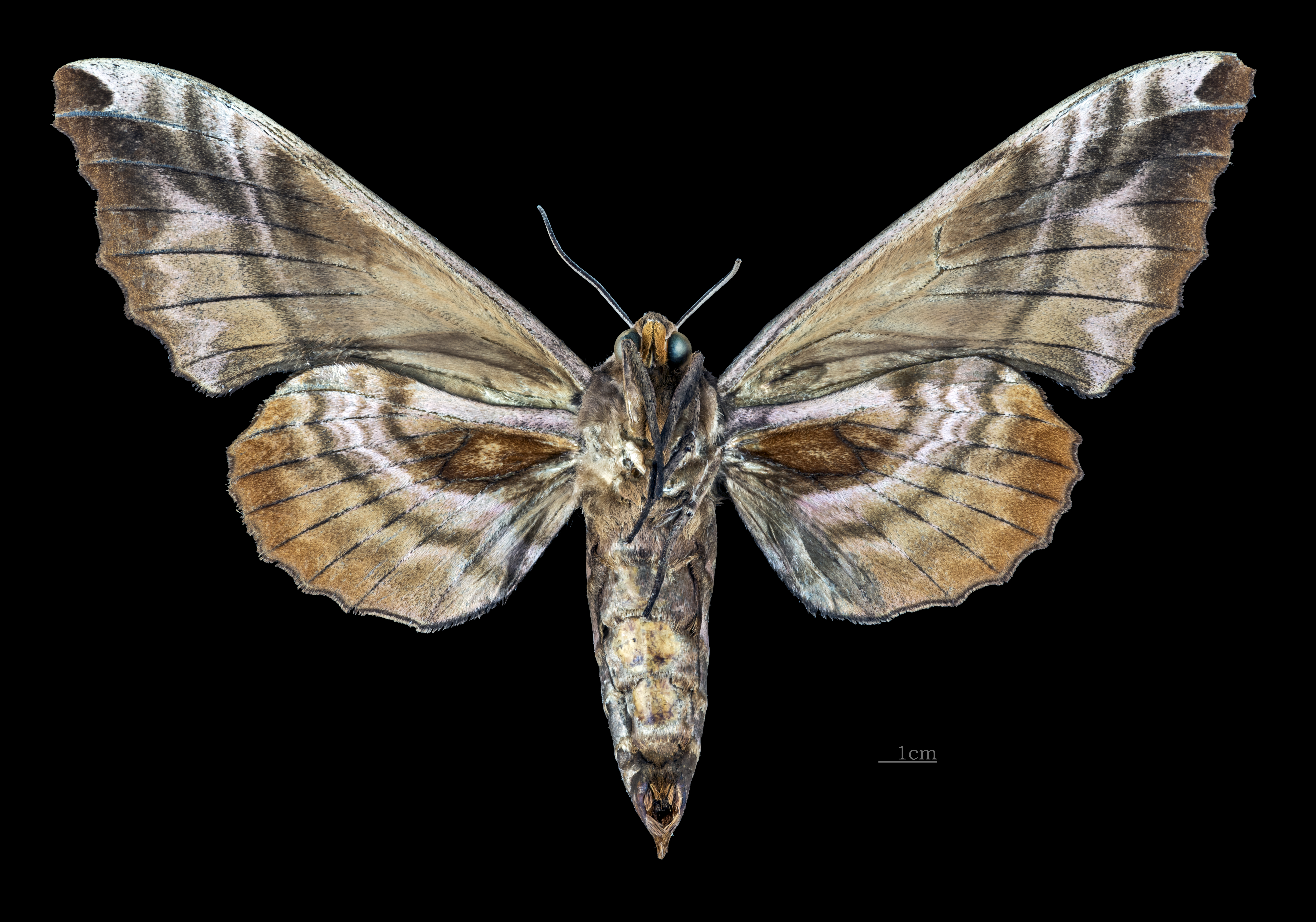
P. d. dissimilis ♀ △

## Phụ loài
- Phyllosphingia dissimilis dissimilis (đông nam Viễn đông Nga, miền đông và miền trung China, Đài Loan, bán đảo Triều Tiên và Nhật Bản. Có ghi nhận từ Luzon)[2]
- Phyllosphingia dissimilis perundulans Swinhoe, 1897 (từ Nepal, phía đông qua đông bắc Ấn Độ, Myanmar và miền bắc Thái Lan đến tây nam Trung Quốc)[3]